# Delíkipos
Delíkipos (grec moderne : Δελίκηπος) est un village de Chypre de plus de 23 habitants.